# MS Trollfjord
Le MS Trollfjord, est un navire, ferry roulier et express côtier battant pavillon de la Norvège. Il est au service du Hurtigruten depuis 2006.

## Histoire
Baptisé d'après le site naturel de Norvège Trollfjord, il est lancé en 2002 pour le compte de l'armateur TFDS (Troms Fylkes Damskibsselskap). Le 1er mars 2006, le MS Trollfjord rejoint Hurtigruten Group ASA après regroupement des armateurs OVDS de Narvik et TFDS de Tromso. Il dessert la ligne Bergen-Kirkenes.

## Caractéristiques

### Histoire
- Type Ferry RoRo, Express côtier
- A servi dans : TFDS (2002-2006), Hurtigruten Group ASA (2006-)
- Navire équivalent : MS Midnatsol
- Quille posée : avril 2001
- Lancement : octobre 2001
- En service : 2002
- Statut : en service

### Caractéristiques techniques
- Coque : acier
- Longueur : 135,75 m
- Maître-bau : 21,5 m
- Tirant-d'eau : 5,1 m
- Tonnage : 16140 tjb
- Port en lourd : 1180 t
- Propulsion : 2 Diesel 9 cylindres type Wartsila W 9L 32, 2 Pods à hélices Rolls-Royce type Aquamaster contaz 35, propulseurs d'étrave
- Puissance : 2 x 5630 ch
- Vitesse : max 18 nd, de croisière 15 nd
- Ponts : 10 (7 à passagers)
- Calles : 4

### Autres caractéristiques

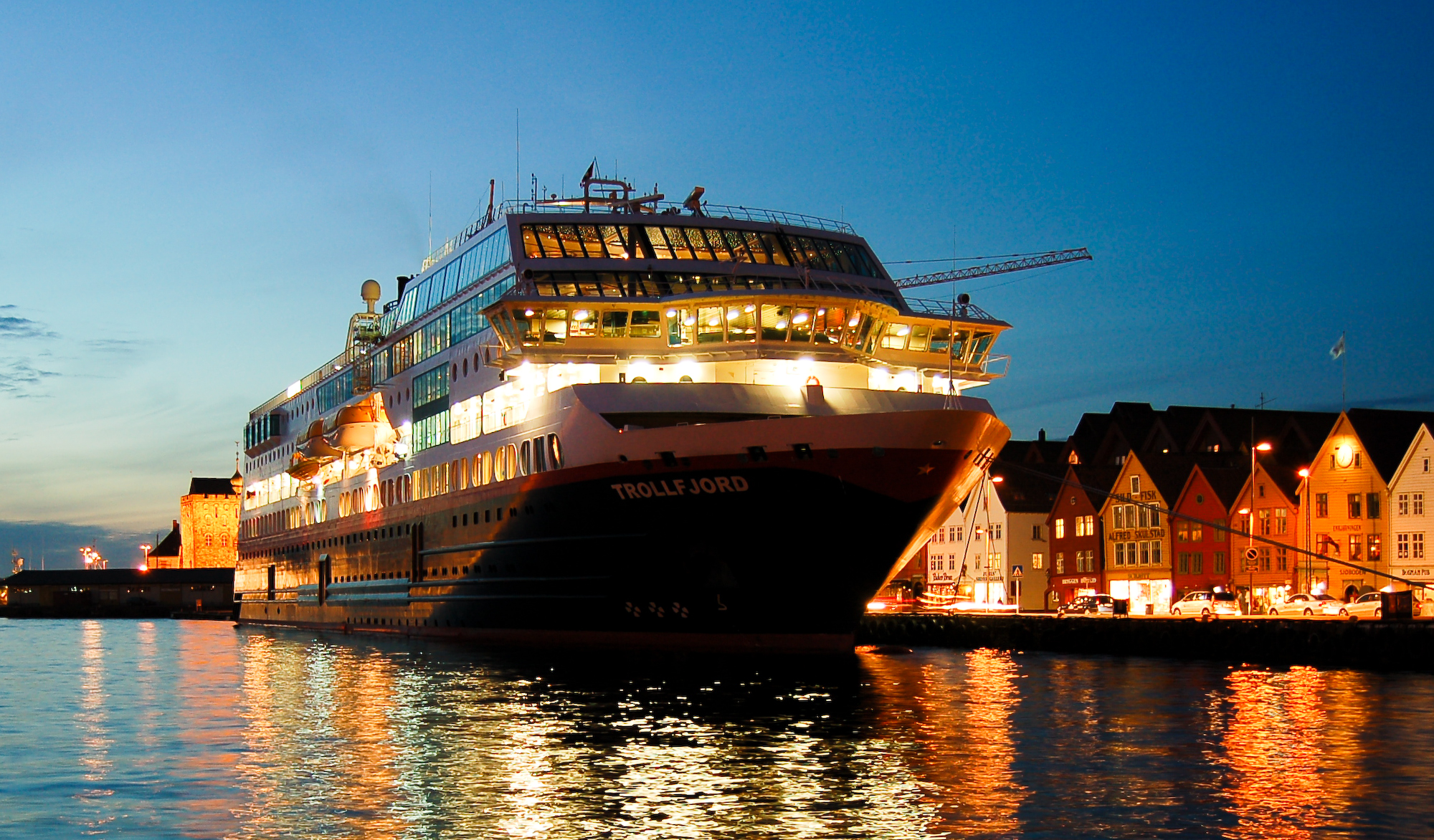
Le MS Trollfjord au port de Bergen.

- Chantier naval : Fosen Mekaniske Verksteder, Rissa, Norvège
- Port d'attache : Tromso
- Équipage : 74 (exclusivement norvégien)
- Cabines : 309 (652 couchettes)
- Capacité : 822 passagers, 45 véhicules
- Cargaison : marchandises diverses, charbon, carburant, vivres
- Zone de navigation : côtes de Norvège, Îles Lofoten, proche Arctique, ligne Bergen-Kirkenes
- Pavillon : Norvège
- IMO : 9233258
- Indicatif Radio International : LLVT (Lima, Lima, Victor, Tango)

## Sources

### Documentaire
Une partie du documentaire de la série Voyage en pays nordiques tourné en 2011 par Claas Thomsen et diffusé sur la chaine franco-allemande Arte le 5 mai 2015 est filmé sur le MS Trollford.

### Sources numériques
- (en)/(de) Cet article est partiellement ou en totalité issu des articles intitulés en anglais « MS Trollfjord » (voir la liste des auteurs) et en allemand « Trollfjord (Schiff) » (voir la liste des auteurs).

- (no)/(da) Cet article est partiellement ou en totalité issu des articles intitulés en norvégien « MS «Trollfjord» » (voir la liste des auteurs) et en danois « MS Trollfjord » (voir la liste des auteurs).